# Tachiarai
Tachiarai (大刀洗町, Tachiarai-machi) est un bourg du district de Mii, dans la préfecture de Fukuoka, au Japon.

## Géographie

### Démographie
Au 1er août 2014, la population de Tachiarai s'élevait à 15 161 habitants répartis sur une superficie de 22,83 km2.